# Halina Auderska

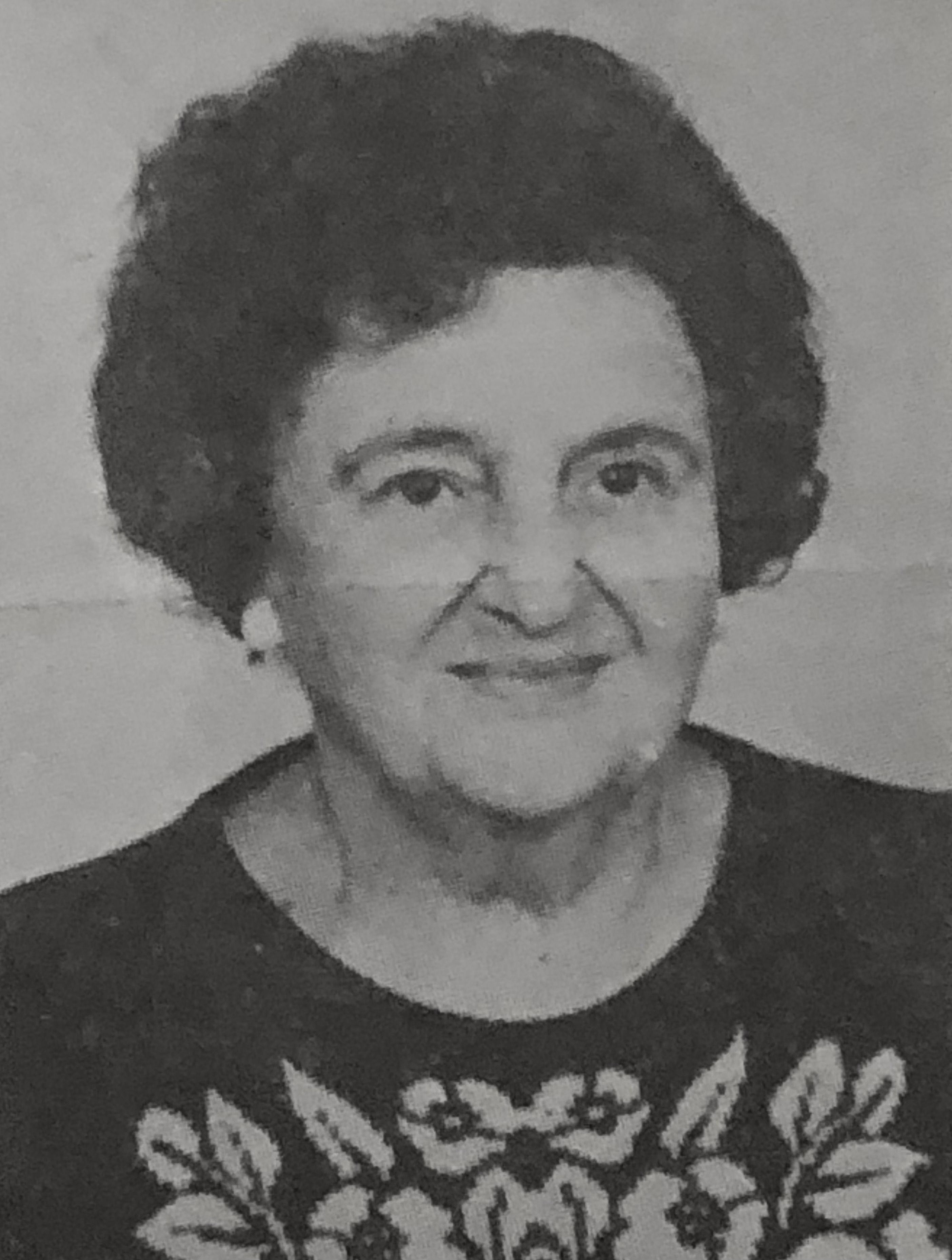
Halina Auderska (1986)

Halina Auderska (* 3. Juli 1904 in Odessa; † 21. Februar 2000 in Warschau) war eine polnische Romanschriftstellerin, Dramatikerin, Hörspielautorin, Publizistin, Lexikografin und Politikerin.

## Leben
Auderska wurde zunächst zuhause unterrichtet und besuchte von 1917 bis 1918 das polnische Gymnasium in Odessa. 1920 siedelte sie mit ihrer Familie nach Warschau um, wo sie 1923 die Mittelschule absolvierte. In den folgenden Jahren war sie bis zum Ausbruch des Zweiten Weltkriegs als Lehrerin tätig. Daneben studierte sie an der Universität Warschau Polonistik (Diplom 1931) und Pädagogik (Diplom 1937). Als Prosaschriftstellerin debütierte sie 1928 mit der Erzählung Zemsta, die in der Zeitschrift Radio erschien. Von 1930 bis 1939 publizierte sie Reportagen und Feuilletons im Kurier Warszawski. Zudem war sie Beraterin des Ministeriums für religiöse Belange und öffentliche Bildung (Ministerstwo Wyznań Religijnych i Oświecenia Publicznego). 
Nach dem Ausbruch des Zweiten Weltkrieges arbeitete sie als Lehrerin im Untergrund und gab Privatunterricht. Zudem wurde sie Mitglied der Polnischen Heimatarmee, in der sie von 1942 bis 1944 an der Organisation der Aktion „N“ teilnahm. Sie war Mitglied der Zentralredaktion, die antifaschistische Schriften in deutscher Sprache druckte. Gemeinsam mit Sławomir Dunin-Borkowski redigierte sie von November 1942 bis Januar 1943 die Schrift Die Ostwache und redigierte von Dezember 1942 bis März 1944 die polnischsprachige Schrift Die Zukunft für Volks- und Stammdeutsche. Hierfür wurde sie im Juli 1944 mit dem Silberverdienstkreuz mit Schwertern ausgezeichnet. Während des Warschauer Aufstands war sie als Kriegsberichterstatterin tätig. Mit Sławomir Dunin-Borkowski redigierte sie die Zeitung Warszawa walczy, in der sie Reportagen veröffentlichte. Für ihren Einsatz im Warschauer Aufstand wurde sie 1959 mit dem Tapferkeitskreuz (Krzyż Waleczny) und 1983 mit dem Kreuz des Warschauer Aufstands (Warszawski Krzyż Powstańczy) ausgezeichnet. Nach der Niederschlagung des Aufstands verblieb sie bis zum März 1954 in Lubcza im Powiat Jędrzejowski. Im April 1945 ging sie nach Krakau, wo sie Russischkurse für Lehrer leitete und mit Witold Doroszewski ein russisch-polnisches Wörterbuch erarbeitete. Zudem wurde sie Mitglied des Verbandes der Polnischen Literaten.
Im Januar 1946 kehrte sie nach Warschau zurück und arbeitete bis 1950 im Verlag Trzaska, Evert i Michalski. Als Gesandte des Bildungsministeriums nahm sie im Frühjahr 1946 in London an der Organisation einer Hilfsaktion für polnische Kinder teil. Von 1950 bis 1969 war sie koordinierende Redakteurin und später stellvertretende Chefredakteurin und Redaktionsleitung des elfbändigen Słownik języka polskiego. Daneben redigierte sie mit Stanisław Skorupka das Mały słownik języka polskiego. In dieser Zeit verfasste sie Theaterstücke und Hörspiele. Von 1956 bis 1959 war sie Redaktionsmitglied der Monatsschrift Dialog. Dem Polnischen PEN-Club trat sie 1957 bei. Von 1960 bis 1968 war sie stellvertretende Vorsitzende und von 1968 bis 1972 Vorsitzende des Warschauer Verbandes der Polnischen Literaten und bis 1978 stellvertretende Vorsitzende des Gesamtverbandes.
1980 wurde sie als parteilose Abgeordnete in den Sejm gewählt und 1985 wiedergewählt. Sie war Präsidiumsmitglied der Volksfront Front Jedności Narodu. 1982 war sie Mitglied der Gründungskommission des Patriotyczny Ruch Odrodzenia Narodowego (PRON) und von 1983 Mitglied des Exekutivkomitees des Staatsrates des PRON. Von 1983 bis 1986 übernahm sie den Vorsitz des neugegründeten Verbandes der Polnischen Literaten.
Sie starb 2000 in Warschau.

## Publikationen

### Prosa
- Poczwarki Wielkiej Parady. Pamiętnik maturzystki, 1935
- Jabłko granatu, 1971
- Ptasi gościniec, 1973
- Babie lato, 1974
- Szmaragdowe oczy, 1977
- Miecz Syreny, 1980
- Zwyczajny człowiek, 1980
- Smok w herbie. Królowa Bona, 1983
- Zabić strach, 1985

### Theaterstücke
- Połów, 1938
- Zbiegowie, 1952
- Rzeczpospolita zapłaci. Dramat historyczny w 3 aktach, 1953
- Baśń o królestwie Fali, 1955
- A jednak miłość, 1956
- Dopóki żyjemy, 1956
- Garść bursztynu, 1960
- Skarby Karkonoszy, 1960
- Ścieżka przez pole, 1960
- Awantura w Jaworowie, 1964

### Drehbücher
- Kto zawinił, 1961
- Królowa Bona, 1981
- Epitafium dla Barbary Radziwiłłówny, 1982

### Hörspiele
- Spotkanie w ciemnościach, 1961
- Kwartet wokalny, 1977